# Grande Prêmio de Indianápolis de 2012 (MotoGP)
O Grande Prêmio da MotoGP de Indianápolis de 2012 ocorreu em 19 de agosto.

## Resultados

### Classificação MotoGP
| Pos | Piloto           | Equipe                    | Moto   | Tempo     | Pontos |
| --- | ---------------- | ------------------------- | ------ | --------- | ------ |
| 1   | Dani Pedrosa     | Repsol Honda Team         | Honda  | 46'39.631 | 25     |
| 2   | Jorge Lorenzo    | Yamaha Factory Racing     | Yamaha | +10.823   | 20     |
| 3   | Andrea Dovizioso | Monster Yamaha Tech 3     | Yamaha | +17.310   | 16     |
| 4   | Casey Stoner     | Repsol Honda Team         | Honda  | +19.803   | 13     |
| 5   | Alvaro Bautista  | San Carlo Honda Gresini   | Honda  | +22.556   | 11     |
| 6   | Stefan Bradl     | LCR Honda MotoGP          | Honda  | +30.072   | 10     |
| 7   | Valentino Rossi  | Ducati Team               | Ducati | +57.614   | 9      |
| 8   | Karel Abraham    | Cardion AB Motoracing     | Ducati | +1'08.442 | 8      |
| 9   | Yonny Hernandez  | Avintia Blusens           | BQR    | +1'11.106 | 7      |
| 10  | Aleix Espargaro  | Power Electronics Aspar   | ART    | +1'14.079 | 6      |
| 11  | Toni Elias       | Pramac Racing Team        | Ducati | +1'26.305 | 5      |
| 12  | Ivan Silva       | Avintia Blusens           | BQR    | +1'40.274 | 4      |
| 13  | Colin Edwards    | NGM Mobile Forward Racing | Suter  | 1 volta   | 3      |
| 14  | Steve Rapp       | Attack Performance        | APR    | 1 volta   | 2      |
| 15  | james Ellison    | Paul Bird Motorsport      | ART    | 1 volta   | 1      |
| 16  | Aaron Yates      | GPTech                    | BCL    | 1 volta   | 0      |

### Classificação Moto2
| Pos | Piloto              | Equipe                       | Moto        | Tempo     | Pontos |
| --- | ------------------- | ---------------------------- | ----------- | --------- | ------ |
| 1   | Marc Marquez        | Team Catalunya Caixa Repsol  | Suter       | 45'13.763 | 25     |
| 2   | Pol Espargaro       | Pons 40 HP Tuenti            | Kalex       | +5.855    | 20     |
| 3   | Julian Simon        | Blusens Avintia              | Suter       | +9.394    | 16     |
| 4   | Mika Kallio         | Marc VDS Racing Team         | Kalex       | +15.549   | 13     |
| 5   | Thomas Luthi        | Interwetten-Paddock          | Suter       | +16.138   | 11     |
| 6   | Scott Redding       | Marc VDS Racing Team         | Kalex       | +16.805   | 10     |
| 7   | Dominique Aegerter  | Technomag-CIP                | Suter       | +21.359   | 9      |
| 8   | Simone Corsi        | Came IodaRacing Project      | FTR         | +21.368   | 8      |
| 9   | Andrea Iannone      | Speed Master                 | Speed Up    | +25.873   | 7      |
| 10  | Claudio Corti       | Italtrans Racing Team        | Kalex       | +26.471   | 6      |
| 11  | Esteve Rabat        | Pons 40 HP Tuenti            | Kalex       | +26.916   | 5      |
| 12  | Johann Zarco        | JIR Moto2                    | Motobi      | +27.274   | 4      |
| 13  | Nicolas Terol       | Mapfre Aspar Team Moto2      | Suter       | +31.122   | 3      |
| 14  | Ricard Cardus       | Arguiñano Racing Team        | AJR         | +35.928   | 2      |
| 15  | Bradley Smith       | Tech 3 Racing                | Tech 3      | +39.240   | 1      |
| 16  | Takaaki Nakagami    | Italtrans Racing Team        | Kalex       | +42.507   | 0      |
| 17  | Randy Krummenacher  | GP Team Switzerland          | Kalex       | +45.629   | 0      |
| 18  | Jordi Torres        | Mapfre Aspar Team Moto2      | Suter       | +45.753   | 0      |
| 19  | Gino Rea            | Federal Oil Gresini Moto2    | Suter       | +51.567   | 0      |
| 20  | Max Neukirchner     | Kiefer Racing                | Kalex       | +52.106   | 0      |
| 21  | Axel Pons           | Pons 40 HP Tuenti            | Kalex       | +56.150   | 0      |
| 22  | Marcel Schrotter    | Desguaces La Torre SAG       | Bimota      | +1'11.069 | 0      |
| 23  | Ratthapark Wilairot | Thai Honda PTT Gresini Moto2 | Suter       | +1'11.765 | 0      |
| 24  | Mike Di Meglio      | Cresto Guide MZ Racing       | MZ-RE Honda | +1'20.042 | 0      |
| 25  | Eric Granado        | JIR Moto2                    | Motobi      | +1'42.924 | 0      |
| 26  | Marco Colandrea     | SAG Team                     | FTR         | +1'43.184 | 0      |
| 27  | Yuki Takahashi      | NGM Mobile Forward Racing    | FTR         | 3 voltas  | 0      |

### Classificação Moto3
| Pos | Piloto              | Equipe                    | Moto        | Tempo     | Pontos |
| --- | ------------------- | ------------------------- | ----------- | --------- | ------ |
| 1   | Luis Salom          | RW Racing GP              | Kalex KTM   | 42'14.300 | 25     |
| 2   | Sandro Cortese      | Red Bull KTM Ajo          | KTM         | +0.056    | 20     |
| 3   | Jonas Folger        | Mapfre Aspar Team Moto3   | Kalex KTM   | +2.940    | 16     |
| 4   | Miguel Oliveira     | Estrella Galicia 0,0      | Suter Honda | +3.067    | 13     |
| 5   | Romano Fenati       | Team Italia FMI           | FTR Honda   | +3.664    | 11     |
| 6   | Zulfahmi Khairuddin | AirAsia-Sic-Ajo           | KTM         | +7.663    | 10     |
| 7   | Alex Rins           | Estrella Galicia 0,0      | Suter Honda | +7.697    | 9      |
| 8   | Jakub Kornfeil      | Redox-Ongetta-Centro Seta | FTR Honda   | +11.203   | 8      |
| 9   | Alberto Moncayo     | Andalucia JHK Laglisse    | FTR Honda   | +11.242   | 7      |
| 10  | Alexis Masbou       | Caretta Technology        | Honda       | +13.163   | 6      |
| 11  | Arthur Sissis       | Red Bull KTM Ajo          | KTM         | +23.362   | 5      |
| 12  | Danny Kent          | Red Bull KTM Ajo          | KTM         | +24.364   | 4      |
| 13  | Louis Rossi         | Racing Team Germany       | FTR Honda   | +25.001   | 3      |
| 14  | Isaac Viñales       | Ongetta-Centro Seta       | FTR Honda   | +31.211   | 2      |
| 15  | Alessandro Tonucci  | Team Italia FMI           | FTR Honda   | +34.179   | 1      |
| 16  | Toni Finsterbusch   | MZ Racing                 | Honda       | +1'12.945 | 0      |
| 17  | Giulian Pedone      | Ambrogio Next Racing      | Suter Honda | +1'14.428 | 0      |
| 18  | Kenta Fujii         | Technomag-CIP-TSR         | TSR Honda   | +1'14.709 | 0      |
| 19  | Armando Pontone     | IodaRacing Project        | Ioda        | +1'15.326 | 0      |
| 20  | Riccardo Moretti    | Mahindra Racing           | Mahindra    | 1 volta   | 0      |